# 沃寧冰川
沃寧冰川（英語：Warning Glacier），是南極洲的冰川，位於維多利亞地的彭內爾海岸，處於阿代爾半島西部，最終在內姆萊斯冰川以北注入羅伯特森灣，由英國探險隊繪入地圖，現時由南極條約體系管理。